# الیو یال

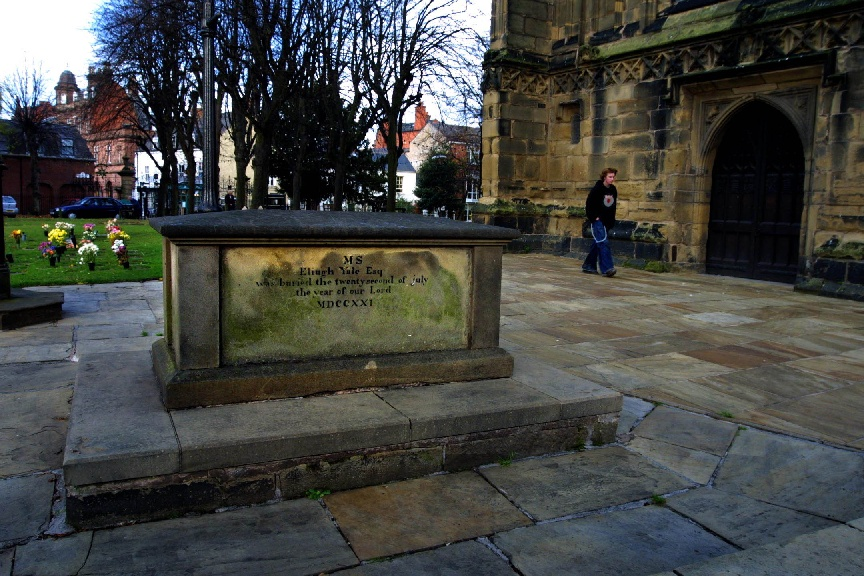

الیو یال (۵ آوریل ۱۶۴۹ - ۸ ژوئیه ۱۷۲۱)یک تاجر کمپانی هند شرقی است که در سال ۱۷۱۸ نیز دانشگاه ییل در افتخار او نامگذاری شد. الیو یال یکی از بانیان و خیرین مدرسه و دانشگاه کنتیکت بوده‌است.

## زندگی
او در بوستون یکی از شهرهای ایالت ماساچوست آمریکا به دنیا آمد. یال، نوه ان لوید (۱۵۹۱-۱۶۵۹)است، که پس از مرگ شوهر اول او، توماس یال (۱۵۹۰-۱۶۱۹)، در چستر انگلستان با تئوفیلوس ایتون (۱۵۹۰-۱۶۵۷) فرماندار نیوهاون ازدواج کرد. در سال ۱۶۵۲، هنگامی که الیو سه ساله بود، خانواده یال به انگلستان منتقل شدند و دیگر هرگز به آمریکای شمالی بازنگشتند. اصل و نسب یال را می‌توان به plas yn lal شهری در نزدیکی روستای Llandegla، Denbighshire، ولز ردیابی کرد. اسم یال تلفظ انگلیسی محلی در ولز به نام lal است. یال برای ۲۰ سال، بخشی از کمپانی هند شرقی انگلیس بود و او در سال ۱۶۸۷ فرماندار دوم در چنای هند، پس از استاد Streynsham شد. او وسیله‌ای در توسعه دولت بیمارستان عمومی واقع در فورت سنت جورج بود. یال انباشته ثروت خود را در طول عمر تا حد زیادی از طریق قراردادهای محرمانه با بازرگانان مدرس در قبال بخشنامه شرکت هند شرقی به دست آورد. در ۱۶۹۲سال نقض‌های مکرر یال در شرکت هند شرقی و احتکار غیرقانونی خود منجر شد که او از پست فرمانداری برکنار شود.
یال در سال ۱۶۹۹ به لندن بازگشت و در تولیدی کرونو در نزدیکی Wrexham در عمارت خریداری توسط پدرش اقامت گزید. قسمت قابل توجهی از ثروت به انباشته شده اش را صرف آزادی در انگلستان کرد. در سال ۱۷۱۸ کاتن ماتر با او تماس گرفت و از او کمک خواست. نمایندگی ماتر نهاد کوچکی از آموزش است که به عنوان مدرسه دانشگاهی از کنتیکت در سال ۱۷۰۱ تأسیس شده بود، و آن پول برای یک ساختمان جدید در نیوهیون، کانتیکت احتیاج داشت. یال یک کارتن کالا به مدرسه ماتر فرستاده که پس از آن که به فروش رسید، درآمد آن‌ها ۸۰۰ پوند استرلینگ بود، که در اوایل قرن ۱۸ مبلغ قابل توجهی بود. مقامات در قدرشناسی از او آنجا را به نام ساختمان یال نامیدند که در نهایت کالج یال نامیده شد.

## مرگ
یال (Yale) در تاریخ ۸ ژوئیه ۱۷۲۱ در لندن انگلستان درگذشت، اما در بخشی از حیاط کلیسای سنت گیلز در Wrexham ولز به خاک سپرده شد.